# Fluoroiodometano
Il fluoroiodometano è un alometano disostituito appartenente alla sottocategoria degli idrofluorocarburi (HFC) con formula FCH2I.
Classificato anche come fluoroiodocarbonio (FIC), è un liquido incolore. È un reagente per l'introduzione del gruppo fluorometile (FCH2).

## Proprietà
Il fluoroiodometano è un liquido incolore solubile nella maggior parte dei solventi organici. In forma solida, il composto ha una struttura cristallina tetraedrica con l'atomo di carbonio al centro, e possiede gruppo spaziale Aem2 (gruppo n. 39).

## Sintesi
Il fluoroiodometano può essere ottenuto da una reazione di Hunsdiecker con precipitazione del fluoroacetato di sodio con nitrato d'argento, seguita da una reazione di decarbossilazione del fluoroacetato d'argento prodotto con iodio:
{\displaystyle {\ce {FCH2COOAg\ +\ I2->CH2FI\ +\ AgI\downarrow \ +\ CO2\uparrow }}}
È possibile ottenerlo anche per reazione del diiodometano con pentafluoruro di iodio e/o trifluoruro di bromo in presenza di un poliidrofluoruro amminico, oppure è possibile prepararlo mediante la fluorurazione del ioduro di metilene.
Può essere prodotto anche mediante le seguenti reazioni chimiche:
{\displaystyle {\ce {2CH2I2\ +\ Hg2F2->2CH2FI\ +\ HgI2\downarrow }}}
oppure utilizzando lo ioduro di potassio (KI):
{\displaystyle {\ce {CH2F2\ +\ KI->CH2FI\ +\ KF}}}

## Usi
Il suo isotopomero [18F]fluoroiodometano è usato per la fluorometilazione dei radiofarmaci. Il fluoriometano può essere utilizzato per produrre fluorometano e altri fluorocarburi.